# Contee del Texas
Lo Stato del Texas è diviso in 254 contee. È lo Stato con il maggior numero di contee degli USA.
In origine il Texas era diviso in comuni, una unità di governo locale vigente sotto il dominio spagnolo e messicano. Quando la Repubblica del Texas ottenne l'indipendenza nel 1836, esistevano ventitré comuni, che divennero le contee originarie del Texas. Molte di queste si sarebbero in seguito divise in nuove contee.
La contea di più recente creazione è la contea di Loving, istituita nel 1931.

## Composizione
Ogni contea è diretta da una corte dei commissari, composta da quattro commissari eletti (uno per ciascuno dei quattro distretti stabiliti in base alla popolazione) e da un giudice di contea, eletto da tutti gli elettori della contea.
Nelle contee più piccole, il giudice di contea svolge effettivamente compiti giudiziari, ma in quelle più grandi il ruolo del giudice è limitato a prestare servizio nella corte dei commissari. Certi funzionari, come lo sceriffo e l'esattore delle tasse, sono eletti separatamente dagli elettori, ma la corte dei commissari determina i budget dei loro uffici e imposta la politica complessiva della contea.

## Elenco
| Contea                  | Codice FIPS | Capoluogo                        | Creazione | Origine | Etimologia | Popolazione | Area                 | Mappa                                       |
| ----------------------- | ----------- | -------------------------------- | --------- | --- | --- | ----------- | -------------------- | ------------------------------------------- |
| Contea di Anderson      | 001         | Palestine                        | 1876      | Contea di Houston | Kenneth Lewis Anderson (1805–1845), ultimo vicepresidente della Repubblica del Texas | 55.109      | 1071 mi² (2774 km²)  | State map highlighting Anderson County      |
| Contea di Andrews       | 003         | Andrews                          | 1846      | Contea di Bexar | Richard Andrews (?–1835), il primo soldato texano a morire nella Rivoluzione texana | 13.004      | 1501 mi² (3888 km²)  | State map highlighting Andrews County       |
| Contea di Angelina      | 005         | Lufkin                           | 1871      | Contea di Nacogdoches | Una donna della tribù Hainai che aiutò i primi missionari spagnoli e venne chiamata Angelina da questi | 80.130      | 802 mi² (2077 km²)   | State map highlighting Angelina County      |
| Contea di Aransas       | 007         | Rockport                         | 1858      | Contea di Refugio | Dal Rio Nuestra Senora de Aranzazu, un avamposto spagnolo | 22.497      | 252 mi² (653 km²)    | State map highlighting Aransas County       |
| Contea di Archer        | 009         | Archer City                      | 1876      | Contea di Fannin | Branch Tanner Archer, un commissario della Repubblica del Texas | 8.854       | 910 mi² (2357 km²)   | State map highlighting Archer County        |
| Contea di Armstrong     | 011         | Claude                           | 1856      | Contea di Bexar | Una delle tante famiglie di pionieri del Texas, anche se non è sicuro quale | 2.148       | 914 mi² (2367 km²)   | State map highlighting Armstrong County     |
| Contea di Atascosa      | 013         | Jourdanton                       | 1837      | Contea di Bexar | Dal termine spagnolo per "paludoso" | 38.628      | 1232 mi² (3191 km²)  | State map highlighting Atascosa County      |
| Contea di Austin        | 015         | Bellville                        | 1876      | Una delle 23 contee originali | Stephen Fuller Austin (1793–1836), noto come padre del Texas | 23.590      | 653 mi² (1691 km²)   | State map highlighting Austin County        |
| Contea di Bailey        | 017         | Muleshoe                         | 1876      | Contea di Bexar | Peter James Bailey, uno dei difensori di Alamo | 6.594       | 827 mi² (2142 km²)   | State map highlighting Bailey County        |
| Contea di Bandera       | 019         | Bandera                          | 1836      | Contea di Bexar | Bandera Pass, che a sua volta prende il nome dal termine spagnolo per "bandiera" | 17.645      | 792 mi² (2051 km²)   | State map highlighting Bandera County       |
| Contea di Bastrop       | 021         | Bastrop                          | 1858      | Una delle 23 contee originali | Felipe Enrique Neri, Barone di Bastrop, colono olandese che assistette Stephen F. Austin nell'ottenere le concessioni terriere                                                                                       | 57.733      | 888 mi² (2300 km²)   | State map highlighting Bastrop County       |
| Contea di Baylor        | 023         | Seymour                          | 1857      | Contea di Fannin | Henry Weidner Baylor, un chirurgo della Texas Ranger Division durante la guerra messico-statunitense | 4.093       | 871 mi² (2256 km²)   | State map highlighting Baylor County        |
| Contea di Bee           | 025         | Beeville                         | 1850      | Contea di San Patricio, Contea di Goliad, Contea di Refugio, Contea di Live Oak e Contea di Karnes                                        | Barnard Elliott Bee, Sr. (1787–1853), segretario di stato della Repubblica del Texas | 32.359      | 880 mi² (2279 km²)   | State map highlighting Bee County           |
| Contea di Bell          | 027         | Belton                           | 1836      | Contea di Milam | Peter Hansborough Bell, terzo governatore del Texas (1849–1853) | 237.974     | 1059 mi² (2743 km²)  | State map highlighting Bell County          |
| Contea di Bexar         | 029         | San Antonio                      | 1858      | Una delle 23 contee originali | San Antonio de Béjar, capitale del Texas messicano, che a sua volta prende il nome da Sant'Antonio e dal comune spagnolo di Béjar                                                                                    | 1.392.931   | 1247 mi² (3230 km²)  | State map highlighting Bexar County         |
| Contea di Blanco        | 031         | Johnson City                     | 1891      | Contea di Burnet, Contea di Comal, Contea di Gillespie e Contea di Hays                                                                   | Dal fiume Blanco (Blanco significa "bianco" in spagnolo) | 8.418       | 711 mi² (1841 km²)   | State map highlighting Blanco County        |
| Contea di Borden        | 033         | Gail                             | 1854      | Contea di Bexar | Gail Borden, Jr. (1801–1874), uomo d'affari, editore, perito e inventore del latte condensato | 729         | 899 mi² (2328 km²)   | State map highlighting Borden County        |
| Contea di Bosque        | 035         | Meridian                         | 1840      | Contea di McLennan | Fiume Bosque (Bosque significa "bosco" in spagnolo) | 17.204      | 989 mi² (2561 km²)   | State map highlighting Bosque County        |
| Contea di Bowie         | 037         | Boston                           | 1836      | Contea di Red River | James Bowie (1796–1836), il leggendario combattente che morì nella Battaglia di Alamo | 89.306      | 888 mi² (2300 km²)   | State map highlighting Bowie County         |
| Contea di Brazoria      | 039         | Angleton                         | 1841      | Una delle 23 contee originali | Il fiume Brazos | 241.767     | 1387 mi² (3592 km²)  | State map highlighting Brazoria County      |
| Contea di Brazos        | 041         | Bryan                            | 1887      | Contea di Washington Si chiamava Contea di Navasota fino al 1842                                                                          | Il fiume Brazos | 152.415     | 586 mi² (1518 km²)   | State map highlighting Brazos County        |
| Contea di Brewster      | 043         | Alpine                           | 1876      | Contea di Presidio | Henry Percy Brewster (1816–1884), segretario di guerra della Repubblica del Texas e soldato nella Guerra civile americana                                                                                            | 8.866       | 6193 mi² (16040 km²) | State map highlighting Brewster County      |
| Contea di Briscoe       | 045         | Silverton                        | 1911      | Contea di Bexar | Andrew Briscoe (1810–1849), soldato durante la rivoluzione texana | 1.790       | 900 mi² (2331 km²)   | State map highlighting Briscoe County       |
| Contea di Brooks        | 047         | Falfurrias                       | 1856      | Contea di Starr | John Abijah Brooks, un Texas Ranger e legislatore | 7.976       | 943 mi² (2442 km²)   | State map highlighting Brooks County        |
| Contea di Brown         | 049         | Brownwood                        | 1846      | Contea di Comanche e Contea di Travis | Henry Stevenson Brown, comandante nella Battaglia di Velasco | 37.674      | 944 mi² (2445 km²)   | State map highlighting Brown County         |
| Contea di Burleson      | 051         | Caldwell                         | 1852      | Contea di Milam | Edward Burleson (1798–1851), un generale e statista della rivoluzione texana | 16.470      | 666 mi² (1725 km²)   | State map highlighting Burleson County      |
| Contea di Burnet        | 053         | Burnet                           | 1848      | Contea di Bell, Contea di Travis e Contea di Williamson                                                                                   | David Gouverneur Burnet, il primo presidente della Repubblica del Texas(1836) | 34.147      | 995 mi² (2577 km²)   | State map highlighting Burnet County        |
| Contea di Caldwell      | 055         | Lockhart                         | 1846      | Contea di Bastrop e Contea di Gonzales | Mathew Caldwell, un firmatario della Dichiarazione d'indipendenza del Texas e soldato durante la rivoluzione texana                                                                                                  | 32.194      | 546 mi² (1414 km²)   | State map highlighting Caldwell County      |
| Contea di Calhoun       | 057         | Port Lavaca                      | 1858      | Contea di Jackson, Contea di Matagorda e Contea di Victoria                                                                               | John Caldwell Calhoun, settimo vice presidente degli USA (1825–1832) | 20.647      | 512 mi² (1326 km²)   | State map highlighting Calhoun County       |
| Contea di Callahan      | 059         | Baird                            | 1848      | Contea di Bexar, Contea di Bosque e Contea di Travis                                                                                      | James Hughes Callahan, soldato durante la rivoluzione texana | 12.905      | 899 mi² (2328 km²)   | State map highlighting Callahan County      |
| Contea di Cameron       | 061         | Brownsville                      | 1874      | Contea di Nueces e terre cedute dal Messico                                                                                               | Ewen Cameron, soldato durante la rivoluzione texana | 335.227     | 906 mi² (2347 km²)   | State map highlighting Cameron County       |
| Contea di Camp          | 063         | Pittsburg                        | 1876      | Contea di Upshur | John Lafayette Camp (1828–1891), politico texano | 11.549      | 198 mi² (513 km²)    | State map highlighting Camp County          |
| Contea di Carson        | 065         | Panhandle                        | 1846      | Contea di Bexar | Samuel Price Carson, primo segretario di stato della Repubblica del Texas (1836–1838) | 6.516       | 923 mi² (2391 km²)   | State map highlighting Carson County        |
| Contea di Cass          | 067         | Linden                           | 1876      | Contea di Bowie Si chiamò Contea di Davis nel 1861–1871                                                                                   | Lewis Cass (1782–1866), senatore del Michigan che aveva favorito l'annessione del Texas agli Stati Uniti | 30.438      | 938 mi² (2429 km²)   | State map highlighting Cass County          |
| Contea di Castro        | 069         | Dimmitt                          | 1858      | Contea di Bexar | Henri Castro (1786–1865), console generale francese per la repubblica del Texas e fondatore di una colonia nel Texas                                                                                                 | 8.285       | 898 mi² (2326 km²)   | State map highlighting Castro County        |
| Contea di Chambers      | 071         | Anahuac                          | 1846      | Contea di Jefferson e Contea di Liberty                                                                                                   | Thomas Jefferson Chambers, giurista texano | 26.031      | 599 mi² (1551 km²)   | State map highlighting Chambers County      |
| Contea di Cherokee      | 073         | Rusk                             | 1876      | Contea di Nacogdoches | dalla tribù Cherokee di nativi americani | 46.659      | 1052 mi² (2725 km²)  | State map highlighting Cherokee County      |
| Contea di Childress     | 075         | Childress                        | 1857      | Contea di Bexar e Contea di Young | George Campbell Childress (1804–1841), uno degli autori della Dichiarazione d'indipendenza del Texas | 7.688       | 710 mi² (1839 km²)   | State map highlighting Childress County     |
| Contea di Clay          | 077         | Henrietta                        | 1876      | Contea di Cooke | Henry Clay, statista del Kentucky e nono segretario di stato degli USA (1825–1829) | 11.006      | 1098 mi² (2844 km²)  | State map highlighting Clay County          |
| Contea di Cochran       | 079         | Morton                           | 1889      | Contea di Bexar e Contea di Young | Robert E. Cochran (1810–1836), difensore di Alamo | 3.730       | 775 mi² (2007 km²)   | State map highlighting Cochran County       |
| Contea di Coke          | 081         | Robert Lee                       | 1858      | Contea di Tom Green | Richard Coke, quindicesimo governatore del Texas (1874–1876) | 3.864       | 899 mi² (2328 km²)   | State map highlighting Coke County          |
| Contea di Coleman       | 083         | Coleman                          | 1846      | Contea di Brown e Contea di Travis | Robert M. Coleman, firmatario della Dichiarazione d'indipendenza e soldato nella Battaglia di San Jacinto | 9.235       | 1273 mi² (3297 km²)  | State map highlighting Coleman County       |
| Contea di Collin        | 085         | McKinney                         | 1876      | Contea di Fannin | Collin McKinney (1766–1861), uno degli autori della Dichiarazione d'indipendenza del Texas | 491.675     | 848 mi² (2196 km²)   | State map highlighting Collin County        |
| Contea di Collingsworth | 087         | Wellington                       | 1836      | Contea di Bexar e Contea di Young | James Collinsworth, firmatario della Dichiarazione d'indipendenza del Texas e primo giudice supremo della Repubblica del Texas (lo spelling differisce a causa di un errore nello statuto di creazione della contea) | 3.206       | 919 mi² (2380 km²)   | State map highlighting Collingsworth County |
| Contea di Colorado      | 089         | Columbus                         | 1846      | Una delle 23 contee originali | Dal fiume Colorado | 20.390      | 963 mi² (2494 km²)   | State map highlighting Colorado County      |
| Contea di Comal         | 091         | New Braunfels                    | 1856      | Contea di Bexar | Dal fiume Comal | 78.021      | 562 mi² (1456 km²)   | State map highlighting Comal County         |
| Contea di Comanche      | 093         | Comanche                         | 1858      | Contea di Bosque e Contea di Coryell | Dalla tribù Comanche dei nativi americani | 14.026      | 938 mi² (2429 km²)   | State map highlighting Comanche County      |
| Contea di Concho        | 095         | Paint Rock                       | 1848      | Contea di Bexar | Dal fiume Concho | 3.966       | 992 mi² (2569 km²)   | State map highlighting Concho County        |
| Contea di Cooke         | 097         | Gainesville                      | 1854      | Contea di Fannin | William Gordon Cooke, soldato durante la rivoluzione texana | 36.363      | 874 mi² (2264 km²)   | State map highlighting Cooke County         |
| Contea di Coryell       | 099         | Gatesville                       | 1876      | Contea di Bell | James Coryell, uomo della frontiera ucciso dai nativi americani | 74.978      | 1052 mi² (2725 km²)  | State map highlighting Coryell County       |
| Contea di Cottle        | 101         | Paducah                          | 1887      | Contea di Fannin | George Washington Cottle, che morì difendendo Alamo | 1.904       | 901 mi² (2334 km²)   | State map highlighting Cottle County        |
| Contea di Crane         | 103         | Crane                            | 1875      | Contea di Tom Green | William Carey Crane, presidente della Baylor University | 3.996       | 786 mi² (2036 km²)   | State map highlighting Crane County         |
| Contea di Crockett      | 105         | Ozona                            | 1876      | Contea di Bexar | David Crockett (1786–1836), il leggendario uomo della frontiera che morì nella battaglia di Alamo | 4.099       | 2808 mi² (7273 km²)  | State map highlighting Crockett County      |
| Contea di Crosby        | 107         | Crosbyton                        | 1911      | Contea di Bexar e Contea di Young | Stephen Crosby, un commissario terriero | 7.072       | 900 mi² (2331 km²)   | State map highlighting Crosby County        |
| Contea di Culberson     | 109         | Van Horn (Stati Uniti d'America) | 1876      | Contea di El Paso | David Browning Culberson, avvocato e soldato della guerra civile americana | 2.975       | 3813 mi² (9876 km²)  | State map highlighting Culberson County     |
| Contea di Dallam        | 111         | Dalhart                          | 1846      | Contea di Bexar | James Wilmer Dallam, avvocato ed editore di quotidiani | 6.222       | 1505 mi² (3898 km²)  | State map highlighting Dallam County        |
| Contea di Dallas        | 113         | Dallas                           | 1876      | Contea di Nacogdoches e Contea di Robertson                                                                                               | George Mifflin Dallas, undicesimo vicepresidente degli Stati Uniti (1845–1849) | 2.294.706   | 880 mi² (2279 km²)   | State map highlighting Dallas County        |
| Contea di Dawson        | 115         | Lamesa                           | 1876      | Contea di Bexar | Nicholas Mosby Dawson, soldato della Rivoluzione Texana | 14.985      | 902 mi² (2336 km²)   | State map highlighting Dawson County        |
| Contea di Deaf Smith    | 117         | Hereford                         | 1870      | Contea di Bexar | Erastus "Deaf" Smith (1787–1837), uno scout che prese parte alla Rivoluzione Texana | 18.561      | 1497 mi² (3877 km²)  | State map highlighting Deaf Smith County    |
| Contea di Delta         | 119         | Cooper                           | 1846      | Contea di Hopkins e Contea di Lamar | la forma triangolare del territorio, simile alla lettera greca Delta | 5.327       | 277 mi² (717 km²)    | State map highlighting Delta County         |
| Contea di Denton        | 121         | Denton                           | 1846      | Contea di Fannin | John Bunyan Denton (1806–1841), predicatore, avvocato e soldato, ucciso durante un'incursione in un accampamento di nativi americani                                                                                 | 584.238     | 888 mi² (2300 km²)   | State map highlighting Denton County        |
| Contea di DeWitt        | 123         | Cuero                            | 1876      | Contea di Goliad, Contea di Gonzales e Contea di Victoria                                                                                 | Green DeWitt, che fondò una delle prime colonie in Texas | 20.013      | 909 mi² (2354 km²)   | State map highlighting DeWitt County        |
| Contea di Dickens       | 125         | Dickens                          | 1858      | Contea di Bexar | J. Dickens, che morì nella battaglia di Alamo | 2.762       | 904 mi² (2341 km²)   | State map highlighting Dickens County       |
| Contea di Dimmit        | 127         | Carrizo Springs                  | 1876      | Contea di Bexar, Contea di Maverick, Contea di Uvalde e Contea di Webb                                                                    | Philip Dimmitt, importante figura della Rivoluzione Texana | 10.248      | 1331 mi² (3447 km²)  | State map highlighting Dimmit County        |
| Contea di Donley        | 129         | Clarendon                        | 1858      | Contea di Bexar | Stockton P. Donley, avvocato della frontiera | 3.828       | 930 mi² (2409 km²)   | State map highlighting Donley County        |
| Contea di Duval         | 131         | San Diego                        | 1858      | Contea di Live Oak, Contea di Nueces e Contea di Starr                                                                                    | Burr Harrison DuVal (1809–1836), soldato della Rivoluzione Texana che morì nel Massacro di Goliad | 13.120      | 1793 mi² (4644 km²)  | State map highlighting Duval County         |
| Contea di Eastland      | 133         | Eastland                         | 1887      | Contea di Bosque, Contea di Coryell e Contea di Travis                                                                                    | William Mosby Eastland, soldato della Rivoluzione Texana | 18.297      | 926 mi² (2398 km²)   | State map highlighting Eastland County      |
| Contea di Ector         | 135         | Odessa                           | 1858      | Contea di Tom Green | Mathew Ector (1822–1879), generale confederato | 121.123     | 901 mi² (2334 km²)   | State map highlighting Ector County         |
| Contea di Edwards       | 137         | Rocksprings                      | 1848      | Contea di Bexar | Haden Edwards (1771–1849), uno dei primi coloni di Nacogdoches | 2.162       | 2120 mi² (5491 km²)  | State map highlighting Edwards County       |
| Contea di El Paso       | 139         | El Paso                          | 1849      | Contea di Santa Fe | Dal passo creato dal Rio Grande scorrendo attraverso le montagne | 721.598     | 1013 mi² (2624 km²)  | State map highlighting El Paso County       |
| Contea di Ellis         | 141         | Waxahachie                       | 1856      | Contea di Navarro | Richard Ellis (1781–1846), presidente della convenzione che produsse la dichiarazione di indipendenza del Texas | 111.360     | 940 mi² (2435 km²)   | State map highlighting Ellis County         |
| Contea di Erath         | 143         | Stephenville                     | 1850      | Contea di Bosque e Contea di Coryell | George Bernard Erath, soldato sopravvissuto alla battaglia di San Jacinto | 33.001      | 1086 mi² (2813 km²)  | State map highlighting Erath County         |
| Contea di Falls         | 145         | Marlin                           | 1837      | Contea di Limestone e Contea di Milam | Le cascate sul fiume Brazos | 18.576      | 769 mi² (1992 km²)   | State map highlighting Falls County         |
| Contea di Fannin        | 147         | Bonham                           | 1837      | Contea di Red River | James Walker Fannin, Jr. (1805–1836), comandante del gruppo di texani uccisi nel massacro di Goliad | 31.242      | 892 mi² (2310 km²)   | State map highlighting Fannin County        |
| Contea di Fayette       | 149         | La Grange                        | 1876      | Contea di Bastrop | Marchese di La Fayette (1757–1834), l'eroe francese della Guerra d'indipendenza americana | 21.804      | 950 mi² (2460 km²)   | State map highlighting Fayette County       |
| Contea di Fisher        | 151         | Roby                             | 1876      | Contea di Bexar | Samuel Rhoads Fisher (1794–1839), firmatario della dichiarazione d'indipendenza del Texas e segretario della Marina della Repubblica del Texas                                                                       | 4.344       | 901 mi² (2334 km²)   | State map highlighting Fisher County        |
| Contea di Floyd         | 153         | Floydada                         | 1891      | Contea di Bexar e Contea di Young | Dolphin Ward Floyd, che morì difendendo Fort Alamo | 7.771       | 992 mi² (2569 km²)   | State map highlighting Floyd County         |
| Contea di Foard         | 155         | Crowell                          | 1837      | Contea di Cottle, Contea di Hardeman, Contea di King e Contea di Knox                                                                     | Robert Levi Foard, procuratore e soldato della Guerra Civile | 1622        | 707 mi² (1831 km²)   | State map highlighting Foard County         |
| Contea di Fort Bend     | 157         | Richmond                         | 1875      | Contea di Austin, Contea di Brazoria e Contea di Harris                                                                                   | Un fortino posizionato in un'ansa del fiume Brazor | 354452      | 875 mi² (2266 km²)   | State map highlighting Fort Bend County     |
| Contea di Franklin      | 159         | Mount Vernon                     | 1850      | Contea di Titus | Benjamin Cromwell Franklin (1805–1873), un giovane giudice e legislatore texano | 9458        | 286 mi² (741 km²)    | State map highlighting Franklin County      |
| Contea di Freestone     | 161         | Fairfield                        | 1858      | Contea di Limestone | Un tipo di pesca | 17867       | 885 mi² (2292 km²)   | State map highlighting Freestone County     |
| Contea di Frio          | 163         | Pearsall                         | 1876      | Contea di Atascosa, Contea di Bexar e Contea di Uvalde                                                                                    | Dal Fiume Frio (Frio significa "freddo" in spagnolo) | 16252       | 1133 mi² (2934 km²)  | State map highlighting Frio County          |
| Contea di Gaines        | 165         | Seminole                         | 1838      | Contea di Bexar | James Gaines, mercante e firmatario della Dichiarazione di indipendenza del Texas | 14467       | 1502 mi² (3890 km²)  | State map highlighting Gaines County        |
| Contea di Galveston     | 167         | Galveston                        | 1876      | Contea di Brazoria, Contea di Harris e Contea di Liberty                                                                                  | Bernardo de Gálvez, governatore spagnolo del Territorio della Louisiana (1777–1785) | 277563      | 399 mi² (1033 km²)   | State map highlighting Galveston County     |
| Contea di Garza         | 169         | Post                             | 1848      | Contea di Bexar | Una famiglia di pionieri della Contea di Bexar family | 4872        | 896 mi² (2321 km²)   | State map highlighting Garza County         |
| Contea di Gillespie     | 171         | Fredericksburg                   | 1887      | Contea di Bexar e Contea di Travis | Robert Addison Gillespie, un mercante e soldato della guerra messico-statunitense | 20814       | 1061 mi² (2748 km²)  | State map highlighting Gillespie County     |
| Contea di Glasscock     | 173         | Garden City                      | 1836      | Contea di Tom Green | George Washington Glasscock (1810–1868), uno dei primi coloni dell'area di Austin | 1406        | 901 mi² (2334 km²)   | State map highlighting Glasscock County     |
| Contea di Goliad        | 175         | Goliad                           | 1836      | Una delle 23 contee originali | Dal suo capoluogo, che esisteva prima della moderna contea | 6928        | 854 mi² (2212 km²)   | State map highlighting Goliad County        |
| Contea di Gonzales      | 177         | Gonzales                         | 1876      | Una delle 23 contee originali | Dal suo capoluogo, che esisteva prima della moderna contea | 18628       | 1068 mi² (2766 km²)  | State map highlighting Gonzales County      |
| Contea di Gray          | 179         | Pampa                            | 1846      | Contea di Bexar | Peter W. Gray (1819–1874), un avvocato e soldato della Guerra Civile | 22744       | 928 mi² (2404 km²)   | State map highlighting Gray County          |
| Contea di Grayson       | 181         | Sherman                          | 1873      | Contea di Fannin | Peter Wagener Grayson, procuratore generale della Repubblica del Texas | 110595      | 934 mi² (2419 km²)   | State map highlighting Grayson County       |
| Contea di Gregg         | 183         | Longview                         | 1846      | Contea di Upshur | John Gregg (1828–1864), eroe di guerra confederato | 111379      | 274 mi² (710 km²)    | State map highlighting Gregg County         |
| Contea di Grimes        | 185         | Anderson                         | 1846      | Contea di Montgomery | Jesse Grimes (1788–1866), firmatario della Dichiarazione di indipendenza del Texas e tra i primi coloni della futura contea                                                                                          | 23552       | 794 mi² (2056 km²)   | State map highlighting Grimes County        |
| Contea di Guadalupe     | 187         | Seguin                           | 1876      | Contea di Bexar e Contea di Gonzales | Dal Fiume Guadalupe | 89023       | 711 mi² (1841 km²)   | State map highlighting Guadalupe County     |
| Contea di Hale          | 189         | Plainview                        | 1876      | Contea di Bexar | John C. Hale, un tenente ucciso in azione durante la Battaglia di San Jacinto | 36602       | 1005 mi² (2603 km²)  | State map highlighting Hale County          |
| Contea di Hall          | 191         | Memphis                          | 1856      | Contea di Bexar e Contea di Young | Warren DeWitt Clinton Hall, Segretario di guerra della Repubblica del Texas (1836) | 3782        | 903 mi² (2339 km²)   | State map highlighting Hall County          |
| Contea di Hamilton      | 193         | Hamilton                         | 1876      | Contea di Bosque, Contea di Comanche e Contea di Lampasas                                                                                 | James Hamilton Jr., governatore della Carolina del Sud (1830–1832) che diede aiuto economico alla Repubblica del Texas                                                                                               | 8229        | 836 mi² (2165 km²)   | State map highlighting Hamilton County      |
| Contea di Hansford      | 195         | Spearman                         | 1858      | Contea di Bexar e Contea di Young | John M. Hansford, giudice e congressista texano | 5369        | 920 mi² (2383 km²)   | State map highlighting Hansford County      |
| Contea di Hardeman      | 197         | Quanah                           | 1858      | Contea di Fannin | Bailey Hardeman e Thomas Jones Hardeman, due dei primi politici e legislatori del Texas | 4724        | 695 mi² (1800 km²)   | State map highlighting Hardeman County      |
| Contea di Hardin        | 199         | Kountze                          | 1836      | Contea di Jefferson e Contea di Liberty                                                                                                   | Dalla famiglia Hardin della Contea di Liberty | 48073       | 894 mi² (2315 km²)   | State map highlighting Hardin County        |
| Contea di Harris        | 201         | Houston                          | 1839      | Una delle 23 contee originali | John Richardson Harris, uno dei primi coloni della futura contea Si chiamò Contea di Harrisburg fino al 1839 | 3693050     | 1729 mi² (4478 km²)  | State map highlighting Harris County        |
| Contea di Harrison      | 203         | Marshall                         | 1876      | Contea di Shelby | Jonas Harrison, avvocato e rivoluzionario texano | 62110       | 899 mi² (2328 km²)   | State map highlighting Harrison County      |
| Contea di Hartley       | 205         | Channing                         | 1858      | Contea di Bexar e Contea di Young | Oliver C. Hartley (1823–1859) e Rufus K. Hartley, due dei primi legislatori texani | 5537        | 1462 mi² (3787 km²)  | State map highlighting Hartley County       |
| Contea di Haskell       | 207         | Haskell                          | 1848      | Contea di Fannin e Contea di Milam | Charles Ready Haskell, ucciso nel Massacro di Goliad | 6093        | 903 mi² (2339 km²)   | State map highlighting Haskell County       |
| Contea di Hays          | 209         | San Marcos                       | 1876      | Contea di Travis | John Coffee Hays (1817–1883), importante Texas Ranger e ufficiale della guerra messico-statunitense | 97589       | 678 mi² (1756 km²)   | State map highlighting Hays County          |
| Contea di Hemphill      | 211         | Canadian                         | 1846      | Contea di Bexar e Contea di Young | John Hemphill (1803–1862), giudice e congressista confederato | 3351        | 910 mi² (2357 km²)   | State map highlighting Hemphill County      |
| Contea di Henderson     | 213         | Athens                           | 1852      | Contea di Houston e Contea di Nacogdoches                                                                                                 | James Pinckney Henderson, primo governatore del Texas (1846–1847) | 73277       | 874 mi² (2264 km²)   | State map highlighting Henderson County     |
| Contea di Hidalgo       | 215         | Edinburg                         | 1853      | Contea di Cameron | Miguel Hidalgo y Costilla (1753–1811), il sacerdote che diede vita alla richiesta di indipendenza del Messico dalla Spagna                                                                                           | 569463      | 1569 mi² (4064 km²)  | State map highlighting Hidalgo County       |
| Contea di Hill          | 217         | Hillsboro                        | 1876      | Contea di Navarro | George Washington Hill, Segretario di guerra e della Marina della Repubblica del Texas | 32321       | 962 mi² (2492 km²)   | State map highlighting Hill County          |
| Contea di Hockley       | 219         | Levelland                        | 1866      | Contea di Bexar e Contea di Young | George Washington Hockley (1802–1854), Capo di Stato Maggiore dell'esercito del Texas durante la rivoluzione texana e Segretario di guerra della Repubblica del Texas                                                | 22716       | 908 mi² (2352 km²)   | State map highlighting Hockley County       |
| Contea di Hood          | 221         | Granbury                         | 1846      | Contea di Johnson | John Bell Hood (1831–1879), tenente generale confederato e comandante della Hood's Texas Brigade | 41100       | 422 mi² (1093 km²)   | State map highlighting Hood County          |
| Contea di Hopkins       | 223         | Sulphur Springs                  | 1837      | Contea di Lamar e Contea di Nacogdoches                                                                                                   | La famiglia di David Hopkins, uno dei primi coloni della futura contea | 31960       | 785 mi² (2033 km²)   | State map highlighting Hopkins County       |
| Contea di Houston       | 225         | Crockett                         | 1876      | Contea di Nacogdoches | Sam Houston (1793–1863), secondo e quarto presidente della Repubblica del Texas e settimo governatore del Texas | 23185       | 1231 mi² (3188 km²)  | State map highlighting Houston County       |
| Contea di Howard        | 227         | Big Spring                       | 1917      | Contea di Bexar | Volney Eskine Howard, deputato texano (1849–1853) | 33627       | 903 mi² (2339 km²)   | State map highlighting Howard County        |
| Contea di Hudspeth      | 229         | Sierra Blanca                    | 1846      | Contea di El Paso | Claude Benton Hudspeth, congressista dello stato (1919–1931), allevatore e editore di giornali | 3344        | 4571 mi² (11839 km²) | State map highlighting Hudspeth County      |
| Contea di Hunt          | 231         | Greenville                       | 1876      | Contea di Fannin e Contea di Nacogdoches                                                                                                  | Memucan Hunt (1729–1808), Segretario alla Marina della Repubblica del Texas | 76596       | 841 mi² (2178 km²)   | State map highlighting Hunt County          |
| Contea di Hutchinson    | 233         | Stinnett                         | 1889      | Contea di Bexar | Andrew Hutchinson, procuratore del Texas | 23857       | 887 mi² (2297 km²)   | State map highlighting Hutchinson County    |
| Contea di Irion         | 235         | Mertzon                          | 1856      | Contea di Tom Green | Robert Anderson Irion (1804–1861), Segretario di stato della Repubblica del Texas | 1771        | 1052 mi² (2725 km²)  | State map highlighting Irion County         |
| Contea di Jack          | 237         | Jacksboro                        | 1836      | Contea di Cooke | I fratelli Patrick Churchill Jack e William Houston Jack, coloni e veterani della Rivoluzione texana | 8763        | 917 mi² (2375 km²)   | State map highlighting Jack County          |
| Contea di Jackson       | 239         | Edna                             | 1836      | Una delle 23 contee originali | Andrew Jackson, settimo presidente degli Stati Uniti (1829–1837) | 14391       | 830 mi² (2150 km²)   | State map highlighting Jackson County       |
| Contea di Jasper        | 241         | Jasper                           | 1887      | Una delle 23 contee originali | William Jasper (1750–1779), eroe della guerra d'indipendenza americana | 35604       | 938 mi² (2429 km²)   | State map highlighting Jasper County        |
| Contea di Jeff Davis    | 243         | Fort Davis                       | 1836      | Contea di Presidio | Jefferson Davis, unico presidente degli Stati Confederati d'America (1861–1865) | 2207        | 2265 mi² (5866 km²)  | State map highlighting Jeff Davis County    |
| Contea di Jefferson     | 245         | Beaumont                         | 1913      | Una delle 23 contee originali | Thomas Jefferson, terzo presidente degli Stati Uniti (1801–1809) | 252051      | 904 mi² (2341 km²)   | State map highlighting Jefferson County     |
| Contea di Jim Hogg      | 247         | Hebbronville                     | 1911      | Contea di Brooks e Contea di Duval | James Stephen Hogg, ventesimo governatore del Texas (1891–1895) | 5281        | 1136 mi² (2942 km²)  | State map highlighting Jim Hogg County      |
| Contea di Jim Wells     | 249         | Alice                            | 1854      | Contea di Nueces | James Babbage Wells Jr., potente politico del Texas del sud | 39326       | 865 mi² (2240 km²)   | State map highlighting Jim Wells County     |
| Contea di Johnson       | 251         | Cleburne                         | 1854      | Contea di Ellis, Contea di Hill e Contea di Navarro                                                                                       | Middleton Tate Johnson, un Texas Ranger, soldato e politico | 126811      | 729 mi² (1888 km²)   | State map highlighting Johnson County       |
| Contea di Jones         | 253         | Anson                            | 1854      | Contea di Bexar e Contea di Bosque | Anson Jones, quinto presidente della Repubblica del Texas (1844–1846) | 20785       | 931 mi² (2411 km²)   | State map highlighting Jones County         |
| Contea di Karnes        | 255         | Karnes City                      | 1848      | Contea di Bexar, Contea di DeWitt, Contea di Goliad, Contea di Gonzales e Contea di San Patricio                                          | Henry Wax Karnes (1812–1840), soldato della rivoluzione texana | 15446       | 750 mi² (1942 km²)   | State map highlighting Karnes County        |
| Contea di Kaufman       | 257         | Kaufman                          | 1862      | Contea di Henderson | David Spangler Kaufman, senatore statale del Texas e primo deputato ebraico texano alla Camera dei Rappresentanti | 71313       | 786 mi² (2036 km²)   | State map highlighting Kaufman County       |
| Contea di Kendall       | 259         | Boerne                           | 1921      | Contea di Blanco e Contea di Kerr | George Wilkins Kendall, giornalista e allevatore di pecore | 23743       | 662 mi² (1715 km²)   | State map highlighting Kendall County       |
| Contea di Kenedy        | 261         | Sarita                           | 1876      | Contea di Hidalgo e Contea di Willacy | Mifflin Kenedy, allevatore | 414         | 1457 mi² (3774 km²)  | State map highlighting Kenedy County        |
| Contea di Kent          | 263         | Jayton                           | 1856      | Contea di Bexar e Contea di Young | Andrew Kent, che morì nella Battaglia di Alamo | 859         | 902 mi² (2336 km²)   | State map highlighting Kent County          |
| Contea di Kerr          | 265         | Kerrville                        | 1858      | Contea di Bexar | James Kerr (1790–1850), colono texano e soldato durante la rivoluzione texana | 43653       | 1106 mi² (2865 km²)  | State map highlighting Kerr County          |
| Contea di Kimble        | 267         | Junction                         | 1876      | Contea di Bexar | George C. Kimbell, che morì nella Battaglia di Alamo | 4468        | 1251 mi² (3240 km²)  | State map highlighting Kimble County        |
| Contea di King          | 269         | Guthrie                          | 1850      | Contea di Bexar | William Phillip King, che morì nella Battaglia di Alamo | 356         | 912 mi² (2362 km²)   | State map highlighting King County          |
| Contea di Kinney        | 271         | Brackettville                    | 1913      | Contea di Bexar | Henry Lawrence Kinney, speculatore terriero che non ebbe successo | 3379        | 1364 mi² (3533 km²)  | State map highlighting Kinney County        |
| Contea di Kleberg       | 273         | Kingsville                       | 1858      | Contea di Nueces | Robert Justus Kleberg (1803–1888), colono tedesco e soldato nella Battaglia di San Jacinto | 31549       | 871 mi² (2256 km²)   | State map highlighting Kleberg County       |
| Contea di Knox          | 275         | Benjamin                         | 1858      | Contea di Bexar e Contea di Young | Henry Knox, primo Segretario alla guerra degli Stati Uniti (1785–1794) | 4253        | 854 mi² (2212 km²)   | State map highlighting Knox County          |
| Contea di La Salle      | 277         | Cotulla                          | 1840      | Contea di Bexar | René Robert Cavelier de La Salle (1643–1687), l'esploratore francese che viaggiò attraverso il Texas | 5866        | 1489 mi² (3856 km²)  | State map highlighting La Salle County      |
| Contea di Lamar         | 279         | Paris                            | 1876      | Contea di Red River | Mirabeau Bonaparte Lamar, terzo presidente della Repubblica del Texas (1838–1842) | 48499       | 917 mi² (2375 km²)   | State map highlighting Lamar County         |
| Contea di Lamb          | 281         | Littlefield                      | 1856      | Contea di Bexar | George A. Lamb, che morì nella Battaglia di San Jacinto | 14709       | 1016 mi² (2631 km²)  | State map highlighting Lamb County          |
| Contea di Lampasas      | 283         | Lampasas                         | 1842      | Contea di Bell, Contea di Coryell e Contea di Travis                                                                                      | Il Fiume Lampasas (Lampasas in spagnolo significa "gigli") | 17762       | 712 mi² (1844 km²)   | State map highlighting Lampasas County      |
| Contea di Lavaca        | 285         | Hallettsville                    | 1874      | Contea di Colorado, Contea di Fayette, Contea di Gonzales, Contea di Jackson e Contea di Victoria Chiamata Contea di La Buca fino al 1846 | Il Fiume Lavaca (la vaca significa "la mucca" in spagnolo) | 19210       | 970 mi² (2512 km²)   | State map highlighting Lavaca County        |
| Contea di Lee           | 287         | Giddings                         | 1846      | Contea di Bastrop, Contea di Burleson, Contea di Fayette e Contea di Washington                                                           | Robert Edward Lee (1807–1870), comandante generale delle forze confederate durante la guerra civile | 15657       | 629 mi² (1629 km²)   | State map highlighting Lee County           |
| Contea di Leon          | 289         | Centerville                      | 1836      | Contea di Robertson | Un lupo giallo che viveva nell'area e venne soprannominato "leone" (leon in spagnolo) | 15335       | 1072 mi² (2776 km²)  | State map highlighting Leon County          |
| Contea di Liberty       | 291         | Liberty                          | 1846      | Una delle 23 contee originali | Il nome del suo capoluogo, precedente alla moderna contea | 70154       | 1160 mi² (3004 km²)  | State map highlighting Liberty County       |
| Contea di Limestone     | 293         | Groesbeck                        | 1876      | Contea di Robertson | Per i depositi di calcare della regione | 22051       | 909 mi² (2354 km²)   | State map highlighting Limestone County     |
| Contea di Lipscomb      | 295         | Lipscomb                         | 1856      | Contea di Bexar | Abner Smith Lipscomb, giudice della Corte suprema del Texas (1846–1856) e segretario di stato della Repubblica del Texas (1840)                                                                                      | 3057        | 932 mi² (2414 km²)   | State map highlighting Lipscomb County      |
| Contea di Live Oak      | 297         | George West                      | 1856      | Contea di Nueces e Contea di San Patricio                                                                                                 | Per il Texas live oak, l'albero sotto il quale venne firmata la petizione per un nuovo paese | 12309       | 1036 mi² (2683 km²)  | State map highlighting Live Oak County      |
| Contea di Llano         | 299         | Llano                            | 1887      | Contea di Bexar, Contea di Gillespie | Il Fiume Llano (Llano significa "piana" in spagnolo) | 17044       | 935 mi² (2422 km²)   | State map highlighting Llano County         |
| Contea di Loving        | 301         | Mentone                          | 1876      | Contea di Tom Green | Oliver Loving (1812–1867), un allevatore e pioniere dei Cattle drive, che assieme a Charles Goodnight sviluppo la Goodnight-Loving Trail                                                                             | 67          | 673 mi² (1743 km²)   | State map highlighting Loving County        |
| Contea di Lubbock       | 303         | Lubbock                          | 1876      | Contea di Bexar | Thomas Saltus Lubbock (1817–1862), Texas Ranger e soldato dell'esercito confederato | 242628      | 900 mi² (2331 km²)   | State map highlighting Lubbock County       |
| Contea di Lynn          | 305         | Tahoka                           | 1856      | Contea di Garza | William Lynn, soldato della rivoluzione texana, proveniente dal Massachusetts, che si crede sia morto difendendo Alamo                                                                                               | 6550        | 892 mi² (2310 km²)   | State map highlighting Lynn County          |
| Contea di McCulloch     | 307         | Brady                            | 1850      | Contea di Bexar | Benjamin McCulloch (1811–1862), famoso Texas Ranger e generale confederato | 8205        | 1069 mi² (2769 km²)  | State map highlighting McCulloch County     |
| Contea di McLennan      | 309         | Waco                             | 1858      | Contea di Limestone e Contea di Milam | Neil McLennan, un primo colono del futuro stato | 213517      | 1042 mi² (2699 km²)  | State map highlighting McLennan County      |
| Contea di McMullen      | 311         | Tilden                           | 1853      | Contea di Atascosa, Contea di Bexar e Contea di Live Oak                                                                                  | John McMullen (1832–1883), fondatore irlandese di una colonia nel Texas | 851         | 1113 mi² (2883 km²)  | State map highlighting McMullen County      |
| Contea di Madison       | 313         | Madisonville                     | 1860      | Contea di Grimes, Contea di Leon e Contea di Walker                                                                                       | James Madison, quarto presidente degli Stati Uniti (1809–1817) | 12940       | 470 mi² (1217 km²)   | State map highlighting Madison County       |
| Contea di Marion        | 315         | Jefferson                        | 1876      | Contea di Cass | Francis Marion (1732–1795), generale della guerra d'indipendenza statunitense | 10941       | 381 mi² (987 km²)    | State map highlighting Marion County        |
| Contea di Martin        | 317         | Stanton                          | 1858      | Contea di Bexar | Wylie Martin, uno dei primi coloni del Texas | 4746        | 915 mi² (2370 km²)   | State map highlighting Martin County        |
| Contea di Mason         | 319         | Mason                            | 1836      | Contea di Gillespie | Per la presenza di Fort Mason, intitolato in onore del secondo tenente George T. Mason, ucciso nei pressi di Brownsville durante la guerra messico-statunitense                                                      | 3738        | 932 mi² (2414 km²)   | State map highlighting Mason County         |
| Contea di Matagorda     | 321         | Bay City                         | 1856      | Una delle 23 contee originali | Per i canneti che un tempo sorgevano lungo la costa (Mata gorda in spagnolo significa "cespuglio folto") | 37957       | 1114 mi² (2885 km²)  | State map highlighting Matagorda County     |
| Contea di Maverick      | 323         | Eagle Pass                       | 1848      | Contea di Kinney | Samuel Maverick (1803–1870), avvocato e allevatore, firmatario della Dichiarazione d'indipendenza del Texas | 47297       | 1280 mi² (3315 km²)  | State map highlighting Maverick County      |
| Contea di Medina        | 325         | Hondo                            | 1858      | Contea di Bexar | Fiume Medina, dal cartografo spagnolo Pedro de Medina | 39304       | 1328 mi² (3440 km²)  | State map highlighting Medina County        |
| Contea di Menard        | 327         | Menard                           | 1885      | Contea di Bexar | Michel Branamour Menard, cofondatore di Galveston | 2360        | 902 mi² (2336 km²)   | State map highlighting Menard County        |
| Contea di Midland       | 329         | Midland                          | 1836      | Contea di Tom Green | Midland ("terra di mezzo"), il capoluogo, si trova a metà strada tra Fort Worth e El Paso sulla Texas and Pacific Railway.                                                                                           | 116009      | 900 mi² (2331 km²)   | State map highlighting Midland County       |
| Contea di Milam         | 331         | Cameron                          | 1887      | Una delle 23 contee originali | Benjamin Milam (1788–1835), uno dei primi coloni e soldato della rivoluzione texana | 24238       | 1017 mi² (2634 km²)  | State map highlighting Milam County         |
| Contea di Mills         | 333         | Goldthwaite                      | 1876      | Contea di Brown, Contea di Comanche, Contea di Hamilton e Contea di Lampasas                                                              | John T. Mills (1817–1871), giudice della Corte Suprema del Texas | 5151        | 748 mi² (1937 km²)   | State map highlighting Mills County         |
| Contea di Mitchell      | 335         | Colorado City                    | 1857      | Contea di Bexar | Asa Mitchell e Eli Mitchell, due primi coloni e soldati della Rivoluzione texana | 9698        | 910 mi² (2357 km²)   | State map highlighting Mitchell County      |
| Contea di Montague      | 337         | Montague                         | 1837      | Contea di Cooke | Daniel Montague, senatore dello stato | 19117       | 931 mi² (2411 km²)   | State map highlighting Montague County      |
| Contea di Montgomery    | 339         | Conroe                           | 1876      | Contea di Washington | Montgomery, che deve il suo nome alla Contea di Montgomery (Alabama) intitolata al maggior Lemuel P. Montgomery, ucciso nella battaglia di Horseshoe Bend nella Guerra creek                                         | 293768      | 1044 mi² (2704 km²)  | State map highlighting Montgomery County    |
| Contea di Moore         | 341         | Dumas                            | 1875      | Contea di Bexar | Edwin Ward Moore (1810–1865), commodoro della Marina del Texas | 20121       | 900 mi² (2331 km²)   | State map highlighting Moore County         |
| Contea di Morris        | 343         | Daingerfield                     | 1876      | Contea di Titus | William Wright Morris, proprietario di piantagioni e legislatore | 13048       | 254 mi² (658 km²)    | State map highlighting Morris County        |
| Contea di Motley        | 345         | Matador                          | 1836      | Contea di Bexar | Junius William Mottley, firmatario della Dichiarazione d'indipendenza del Texas | 1426        | 989 mi² (2561 km²)   | State map highlighting Motley County        |
| Contea di Nacogdoches   | 347         | Nacogdoches                      | 1846      | Una delle 23 contee originali | Nacogdoches, dalla tribù nativo americana dei Nacogdoche | 59203       | 947 mi² (2453 km²)   | State map highlighting Nacogdoches County   |
| Contea di Navarro       | 349         | Corsicana                        | 1846      | Contea di Robertson | José Antonio Navarro (1795–1871), un leader dei tejanos e firmatario della Dichiarazione d'indipendenza del Texas | 45124       | 1071 mi² (2774 km²)  | State map highlighting Navarro County       |
| Contea di Newton        | 351         | Newton                           | 1876      | Contea di Jasper | John Newton (1755–1780), veterano della Guerra d'indipendenza americana | 15072       | 933 mi² (2416 km²)   | State map highlighting Newton County        |
| Contea di Nolan         | 353         | Sweetwater                       | 1846      | Contea di Bexar | Philip Nolan (1771–1801), un mercante di cavalli che fu ucciso dalle truppe spagnole durante una missione in Texas                                                                                                   | 15802       | 912 mi² (2362 km²)   | State map highlighting Nolan County         |
| Contea di Nueces        | 355         | Corpus Christi                   | 1876      | Contea di San Patricio | Fiume Nueces (nueces in spagnolo significa "noci") | 313645      | 836 mi² (2165 km²)   | State map highlighting Nueces County        |
| Contea di Ochiltree     | 357         | Perryton                         | 1876      | Contea di Bexar | William Beck Ochiltree (1811–1867), segretario del Tesoro della Repubblica del Texas e legislatore | 9006        | 918 mi² (2378 km²)   | State map highlighting Ochiltree County     |
| Contea di Oldham        | 359         | Vega                             | 1852      | Contea di Bexar | Williamson Simpson Oldham, senatore confederato e legislatore del Texas | 2185        | 1501 mi² (3888 km²)  | State map highlighting Oldham County        |
| Contea di Orange        | 361         | Orange                           | 1856      | Contea di Jefferson | Da un aranceto (orange è l'inglese per "arancia") piantato dai primi coloni alla foce del fiume Sabine River | 84966       | 356 mi² (922 km²)    | State map highlighting Orange County        |
| Contea di Palo Pinto    | 363         | Palo Pinto                       | 1846      | Contea di Bosque e Contea di Navarro | Fiume Palo Pinto Creek (Palo Pinto in spagnolo significa "palo dipinto") | 27026       | 953 mi² (2468 km²)   | State map highlighting Palo Pinto County    |
| Contea di Panola        | 365         | Carthage                         | 1855      | Contea di Harrison e Contea di Shelby | Parola dei nativi americani per cotone. | 22756       | 801 mi² (2075 km²)   | State map highlighting Panola County        |
| Contea di Parker        | 367         | Weatherford                      | 1876      | Contea di Bosque e Contea di Navarro | Isaac Parker (1838–1896), legislatore della Repubblica del Texas e dello stato del Texas | 88495       | 904 mi² (2341 km²)   | State map highlighting Parker County        |
| Contea di Parmer        | 369         | Farwell                          | 1871      | Contea di Bexar | Martin Parmer (1778–1850), legislatore della Repubblica del Texas, giudice, firmatario della Dichiarazione d'indipendenza del Texas                                                                                  | 10016       | 882 mi² (2284 km²)   | State map highlighting Parmer County        |
| Contea di Pecos         | 371         | Fort Stockton                    | 1836      | Contea di Presidio | Fiume Pecos che deve il nome al popolo Pecos | 16809       | 4764 mi² (12339 km²) | State map highlighting Pecos County         |
| Contea di Polk          | 373         | Livingston                       | 1876      | Una delle 23 contee originali | James Knox Polk, undicesimo presidente degli Stati Uniti d'America (1845–1849) | 41133       | 1057 mi² (2738 km²)  | State map highlighting Polk County          |
| Contea di Potter        | 375         | Amarillo                         | 1850      | Contea di Bexar | Robert Potter (1800–1842), segretario della Marina della Repubblica del Texas e firmatario della Dichiarazione d'indipendenza del Texas                                                                              | 113546      | 909 mi² (2354 km²)   | State map highlighting Potter County        |
| Contea di Presidio      | 377         | Marfa                            | 1870      | Contea di Bexar | Presidio del Norte, un insediamento fortificato del diciottesimo secolo, sulla sponda meridionale del Rio Grande | 7304        | 3856 mi² (9987 km²)  | State map highlighting Presidio County      |
| Contea di Rains         | 379         | Emory                            | 1876      | Contea di Hopkins, Contea di Hunt e Contea di Wood                                                                                        | Emory Rains (1800–1878), giudice e legislatore della Repubblica del Texas | 9139        | 232 mi² (601 km²)    | State map highlighting Rains County         |
| Contea di Randall       | 381         | Canyon                           | 1903      | Contea di Bexar | Horace Randal, brigadiere generale confederato della Guerra Civile | 104312      | 914 mi² (2367 km²)   | State map highlighting Randall County       |
| Contea di Reagan        | 383         | Big Lake                         | 1913      | Contea di Tom Green | John Henninger Reagan (1818–1905), responsabile del servizio postale della Confederazione, membro del Congresso degli Stati Uniti, governatore del Texas                                                             | 3326        | 1175 mi² (3043 km²)  | State map highlighting Reagan County        |
| Contea di Real          | 385         | Leakey                           | 1837      | Contea di Bandera, Contea di Edwards e Contea di Kerr                                                                                     | Julius Real, senatore dello stato | 3047        | 700 mi² (1813 km²)   | State map highlighting Real County          |
| Contea di Red River     | 387         | Clarksville                      | 1883      | Una delle 23 contee originali | Red River o Red River del Sud | 14314       | 1050 mi² (2719 km²)  | State map highlighting Red River County     |
| Contea di Reeves        | 389         | Pecos                            | 1836      | Contea di Pecos | George Robertson Reeves, rappresentante dello stato del Texas e colonnello dell'esercito confederato | 13137       | 2636 mi² (6827 km²)  | State map highlighting Reeves County        |
| Contea di Refugio       | 391         | Refugio                          | 1876      | Una delle 23 contee originali | Refugio che trae il nome dalla missione spagnola di Nuestra Señora del Refugio posta nei pressi della futura contea                                                                                                  | 7828        | 770 mi² (1994 km²)   | State map highlighting Refugio County       |
| Contea di Roberts       | 393         | Miami                            | 1837      | Contea di Bexar | Oran Milo Roberts, diciassettesimo governatore del Texas (1879–1883), e suo fratello John S. Roberts, firmatario della Dichiarazione d'indipendenza del Texas                                                        | 887         | 924 mi² (2393 km²)   | State map highlighting Roberts County       |
| Contea di Robertson     | 395         | Franklin                         | 1873      | Contea di Bexar, Contea di Milam e Contea di Nacogdoches                                                                                  | Sterling Clack Robertson, uno dei primi coloni | 16000       | 855 mi² (2214 km²)   | State map highlighting Robertson County     |
| Contea di Rockwall      | 397         | Rockwall                         | 1858      | Contea di Kaufman | Rockwall ("muro di roccia") così chiamata per una pietra sommersa trovata dai primi ad insediarvisi | 43080       | 129 mi² (334 km²)    | State map highlighting Rockwall County      |
| Contea di Runnels       | 399         | Ballinger                        | 1843      | Contea di Bexar e Contea di Travis | Hiram Runnels, nono governatore del Mississippi (1833–1835) e proprietario di piantagioni in Texas | 11495       | 1054 mi² (2730 km²)  | State map highlighting Runnels County       |
| Contea di Rusk          | 401         | Henderson                        | 1837      | Contea di Nacogdoches | Thomas Jefferson Rusk (1803–1857), generale nella Rivoluzione texana | 47372       | 924 mi² (2393 km²)   | State map highlighting Rusk County          |
| Contea di Sabine        | 403         | Hemphill                         | 1837      | Una delle 23 contee originali | Fiume Sabine River che ne segna il confine est (sabina in spagnolo sta per "cipresso") | 10469       | 490 mi² (1269 km²)   | State map highlighting Sabine County        |
| Contea di San Augustine | 405         | San Augustine                    | 1870      | Una delle 23 contee originali | si presume Agostino d'Ippona (354–430) | 8946        | 528 mi² (1368 km²)   | State map highlighting San Augustine County |
| Contea di San Jacinto   | 407         | Coldspring                       | 1846      | Contea di Liberty, Contea di Montgomery, Contea di Polk e Contea di Walker                                                                | Battaglia di San Jacinto, vittoria decisiva per l'indipendenza del Texas nel 1836 | 22246       | 571 mi² (1479 km²)   | State map highlighting San Jacinto County   |
| Contea di San Patricio  | 409         | Sinton                           | 1856      | Contea di Refugio | San Patricio, primo capoluogo della contea, colonia irlandese in onore di San Patrizio | 67138       | 692 mi² (1792 km²)   | State map highlighting San Patricio County  |
| Contea di San Saba      | 411         | San Saba                         | 1887      | Contea di Bexar | Fiume San Saba | 6186        | 1134 mi² (2937 km²)  | State map highlighting San Saba County      |
| Contea di Schleicher    | 413         | Eldorado                         | 1876      | Contea di Crockett | Gustav Schleicher (1823–1879), ingegnere e membro del Congresso in rappresentanza del Texas | 2935        | 1311 mi² (3395 km²)  | State map highlighting Schleicher County    |
| Contea di Scurry        | 415         | Snyder                           | 1874      | Contea di Bexar | William Read Scurry (1821–1864), legislatore e generale confederato | 16361       | 903 mi² (2339 km²)   | State map highlighting Scurry County        |
| Contea di Shackelford   | 417         | Albany                           | 1836      | Contea di Jack | Jack Shackelford, soldato nella Rivoluzione texana | 3302        | 914 mi² (2367 km²)   | State map highlighting Shackelford County   |
| Contea di Shelby        | 419         | Center                           | 1876      | Una delle 23 contee originali | Isaac Shelby (1750–1826), soldato della guerra d'indipendenza dal Tennessee e quinto governatore del Kentucky (1792–1796) (1812–1816)                                                                                | 25224       | 794 mi² (2056 km²)   | State map highlighting Shelby County        |
| Contea di Sherman       | 421         | Stratford                        | 1846      | Contea di Bexar | Sidney Sherman (1805–1873), generale dell'esercito texano nella Rivoluzione texana | 3186        | 923 mi² (2391 km²)   | State map highlighting Sherman County       |
| Contea di Smith         | 423         | Tyler                            | 1875      | Contea di Nacogdoches | James Smith (1792–1855), generale dell'esercito texano nella Rivoluzione texana | 174706      | 928 mi² (2404 km²)   | State map highlighting Smith County         |
| Contea di Somervell     | 425         | Glen Rose                        | 1848      | Contea di Hood | Alexander Somervell, soldato nella Rivoluzione texana e leader della "Spedizione Somervell" | 6809        | 187 mi² (484 km²)    | State map highlighting Somervell County     |
| Contea di Starr         | 427         | Rio Grande City                  | 1858      | Contea di Nueces | James Harper Starr (1809–1890), tesoriere della Repubblica del Texas e ufficiale confederato | 53597       | 1223 mi² (3168 km²)  | State map highlighting Starr County         |
| Contea di Stephens      | 429         | Breckenridge                     | 1891      | Contea di Bosque Named Buchanan County until 1861                                                                                         | Alexander Hamilton Stephens (1812–1883), unico vicepresidente degli Stati Confederati d'America (1861–1865) | 9674        | 895 mi² (2318 km²)   | State map highlighting Stephens County      |
| Contea di Sterling      | 431         | Sterling City                    | 1876      | Contea di Tom Green | W. S. Sterling, proprietario terriero, cacciatore di bufali e combattente nativi americani | 1393        | 923 mi² (2391 km²)   | State map highlighting Sterling County      |
| Contea di Stonewall     | 433         | Aspermont                        | 1887      | Contea di Bexar e Contea di Young | Thomas Jonathan "Stonewall" Jackson (1824–1863), famoso generale confederato che deve il suo soprannome Stonewall ("muro di pietra") alla determinazione con cui si oppose all'avanzata unionista                    | 1693        | 919 mi² (2380 km²)   | State map highlighting Stonewall County     |
| Contea di Sutton        | 435         | Sonora                           | 1876      | Contea di Crockett | John Schuyler Sutton, un Texas Ranger e soldato nella Rivoluzione texana e nella guerra messico-americana | 4077        | 1454 mi² (3766 km²)  | State map highlighting Sutton County        |
| Contea di Swisher       | 437         | Tulia                            | 1849      | Contea di Bexar e Contea di Young | James Gibson Swisher, soldato nella Rivoluzione texana | 8378        | 900 mi² (2331 km²)   | State map highlighting Swisher County       |
| Contea di Tarrant       | 439         | Fort Worth                       | 1858      | Contea di Navarro | Edward H. Tarrant, generale dell'esercito americano che combatté e caccio i nativi americani da questi luoghi | 1446219     | 864 mi² (2238 km²)   | State map highlighting Tarrant County       |
| Contea di Taylor        | 441         | Abilene                          | 1905      | Contea di Bexar e Contea di Travis | Edward Taylor (1812–1836), George Taylor (1816–1836) e James Taylor (1814–1836), tre fratelli morti nella Battaglia di Alamo                                                                                         | 126555      | 916 mi² (2372 km²)   | State map highlighting Taylor County        |
| Contea di Terrell       | 443         | Sanderson                        | 1876      | Contea di Pecos | Alexander Watkins Terrell, avvocato, giudice, legislatore, diplomatico e ufficiale di cavalleria confederato | 1081        | 2358 mi² (6107 km²)  | State map highlighting Terrell County       |
| Contea di Terry         | 445         | Brownfield                       | 1858      | Contea di Bexar | Benjamin Franklin Terry, colonnello confederato, comandante dell'ottavo reggimento di cavalleria confederato, noto come "Terry's Texas Rangers"                                                                      | 12761       | 890 mi² (2305 km²)   | State map highlighting Terry County         |
| Contea di Throckmorton  | 447         | Throckmorton                     | 1846      | Contea di Fannin | William Edward Throckmorton, dottore, tra i primi coloni della Contea di Collin | 1850        | 912 mi² (2362 km²)   | State map highlighting Throckmorton County  |
| Contea di Titus         | 449         | Mount Pleasant                   | 1874      | Contea di Bowie | Andrew Jackson Titus, proprietario di piantagioni e rappresentante dello stato del Texas | 28118       | 411 mi² (1064 km²)   | State map highlighting Titus County         |
| Contea di Tom Green     | 451         | San Angelo                       | 1840      | Contea di Bexar | Thomas Green (1814–1864), brigadiere generale confederato | 104010      | 1522 mi² (3942 km²)  | State map highlighting Tom Green County     |
| Contea di Travis        | 453         | Austin                           | 1850      | Contea di Bastrop | William Barret Travis (1809–1831), comandante delle forze texane ad Alamo | 812280      | 989 mi² (2561 km²)   | State map highlighting Travis County        |
| Contea di Trinity       | 455         | Groveton                         | 1846      | Contea di Houston | Fiume Trinity che deve il suo nome all'esploratore spagnolo che lo dedicò alla Trinità cristiana (La Santisima Trinidad)                                                                                             | 13779       | 693 mi² (1795 km²)   | State map highlighting Trinity County       |
| Contea di Tyler         | 457         | Woodville                        | 1846      | Contea di Liberty | John Tyler, decimo presidente degli Stati Uniti d'America (1841–1845) | 20871       | 923 mi² (2391 km²)   | State map highlighting Tyler County         |
| Contea di Upshur        | 459         | Gilmer                           | 1887      | Contea di Harrison | Abel Parker Upshur, quindicesimo Segretario di stato degli Stati Uniti (1843–1844) | 35291       | 588 mi² (1523 km²)   | State map highlighting Upshur County        |
| Contea di Upton         | 461         | Rankin                           | 1850      | Contea di Tom Green | Fratelli John Cunningham Upton e William Felton Upton, entrambi tenenti colonnelli dell'esercito confederato | 3404        | 1242 mi² (3217 km²)  | State map highlighting Upton County         |
| Contea di Uvalde        | 463         | Uvalde                           | 1885      | Contea di Bexar | Cañón de Ugalde (Uvalde deriva da un errore successivo), luogo in cui il generale spagnolo Juan de Ugalde sconfisse sorprendentemente 300 Apache                                                                     | 25926       | 1557 mi² (4033 km²)  | State map highlighting Uvalde County        |
| Contea di Val Verde     | 465         | Del Rio                          | 1848      | Contea di Crockett, Contea di Kinney e Contea di Pecos                                                                                    | Battaglia di Valverde della Guerra civile, nel 1862 | 44856       | 3171 mi² (8213 km²)  | State map highlighting Val Verde County     |
| Contea di Van Zandt     | 467         | Canton                           | 1836      | Contea di Henderson | Isaac Van Zandt (1813–1847), uno dei primi coloni del Texas, avvocato, legislatore e diplomatico | 48140       | 849 mi² (2199 km²)   | State map highlighting Van Zandt County     |
| Contea di Victoria      | 469         | Victoria                         | 1846      | Una delle 23 contee originali | Victoria, dedicata a Guadalupe Victoria, rivoluzionario messicano e primo Presidente del Messico (1824–1829) | 84088       | 883 mi² (2287 km²)   | State map highlighting Victoria County      |
| Contea di Walker        | 471         | Huntsville                       | 1873      | Contea di Montgomery | Samuel Hamilton Walker (1815–1847), Texas Ranger e soldato della guerra Messico-americana | 61758       | 788 mi² (2041 km²)   | State map highlighting Walker County        |
| Contea di Waller        | 473         | Hempstead                        | 1887      | Contea di Austin e Contea di Grimes | Edwin Waller (1800–1881), firmatario della Dichiarazione d'indipendenza del Texas e primo sindaco di Austin | 32663       | 514 mi² (1331 km²)   | State map highlighting Waller County        |
| Contea di Ward          | 475         | Monahans                         | 1836      | Contea di Tom Green | Thomas William Ward, funzionario, diplomatico e sindaco di Austin | 10909       | 836 mi² (2165 km²)   | State map highlighting Ward County          |
| Contea di Washington    | 477         | Brenham                          | 1848      | Una delle 23 contee originali | George Washington, il primo Presidente degli Stati Uniti (1789–1797) | 30373       | 609 mi² (1577 km²)   | State map highlighting Washington County    |
| Contea di Webb          | 479         | Laredo                           | 1846      | Contea di Nueces | James Webb, segretario del Tesoro, segretario di Stato e Procuratore generale della Repubblica del Texas | 193117      | 3357 mi² (8695 km²)  | State map highlighting Webb County          |
| Contea di Wharton       | 481         | Wharton                          | 1876      | Contea di Colorado, Contea di Jackson e Contea di Matagorda                                                                               | William Harris Wharton (1802–1839) and John Austin Wharton (1828–1865), fratelli e ufficiali della Rivoluzione texana                                                                                                | 41188       | 1090 mi² (2823 km²)  | State map highlighting Wharton County       |
| Contea di Wheeler       | 483         | Wheeler                          | 1858      | Contea di Bexar e Contea di Young | Royal Tyler Wheeler, secondo Capo della Corte suprema del Texas | 5284        | 914 mi² (2367 km²)   | State map highlighting Wheeler County       |
| Contea di Wichita       | 485         | Wichita Falls                    | 1858      | Contea di Cooke | Tribù nativo americana dei Wichita | 131664      | 628 mi² (1627 km²)   | State map highlighting Wichita County       |
| Contea di Wilbarger     | 487         | Vernon                           | 1911      | Contea di Bexar | Josiah P. Wilbarger (1801–1845) e Mathias Wilbarger, fratelli e primi coloni | 14676       | 971 mi² (2515 km²)   | State map highlighting Wilbarger County     |
| Contea di Willacy       | 489         | Raymondville                     | 1848      | Contea di Cameron e Contea di Hidalgo | John G. Willacy, senatore dello stato, autore della proposta di legge con la quale venne istituita la contea | 20082       | 597 mi² (1546 km²)   | State map highlighting Willacy County       |
| Contea di Williamson    | 491         | Georgetown                       | 1874      | Contea di Milam | Robert McAlpin Williamson, veterano della Battaglia di San Jacinto, Capo della Corte Suprema del Texas | 249967      | 1124 mi² (2911 km²)  | State map highlighting Williamson County    |
| Contea di Wilson        | 493         | Floresville                      | 1887      | Contea di Bexar, Contea di Guadalupe e Contea di Karnes                                                                                   | James Charles Wilson, senatore dello stato del Texas (1851–1853) | 32408       | 807 mi² (2090 km²)   | State map highlighting Wilson County        |
| Contea di Winkler       | 495         | Kermit                           | 1856      | Contea di Tom Green | Clinton McKamy Winkler, giudice e colonnello confederato | 7173        | 841 mi² (2178 km²)   | State map highlighting Winkler County       |
| Contea di Wise          | 497         | Decatur                          | 1850      | Contea di Cooke | Henry A. Wise, membro del Congresso, quindi trentatreesimo governatore della Virginia (1856–1860) sostenitore dell'annessione texana                                                                                 | 48793       | 905 mi² (2344 km²)   | State map highlighting Wise County          |
| Contea di Wood          | 499         | Quitman                          | 1876      | Contea di Van Zandt | George Tyler Wood, il secondo governatore del Texas (1847–1849) | 36752       | 650 mi² (1683 km²)   | State map highlighting Wood County          |
| Contea di Yoakum        | 501         | Plains                           | 1856      | Contea di Bexar | Henderson King Yoakum (1810–1856), soldato, avvocato e storico del Texas | 7322        | 800 mi² (2072 km²)   | State map highlighting Yoakum County        |
| Contea di Young         | 503         | Graham                           | 1858      | Contea di Bosque and Contea di Fannin | William Cocke Young, uno dei primi coloni, avvocato, sceriffo e poliziotto federale | 17943       | 922 mi² (2388 km²)   | State map highlighting Young County         |
| Contea di Zapata        | 505         | Zapata                           | 1858      | Contea di Starr e Contea di Webb | José Antonio Zapata, proprietario terriero locale, colonnello della Repubblica del Rio Grande | 12182       | 997 mi² (2582 km²)   | State map highlighting Zapata County        |
| Contea di Zavala        | 507         | Crystal City                     | 1846      | Contea di Maverick | Lorenzo de Zavala (1788–1836), firmatario della Dichiarazione d'indipendenza del Texas e primo Vicepresidente della Repubblica del Texas                                                                             | 11600       | 1299 mi² (3364 km²)  | State map highlighting Zavala County        |

## Contee soppresse
Ci sono diverse contee del Texas che allo Stato attuale non esistono più, fra cui:
- Contea di Buchel formata nel 1887 dalla Contea di Presidio. Annessa nel 1897 alla Contea di Brewster.
- Contea di Dawson formata nel 1858 sul territorio delle attuali contee di Kinney e Uvalde, abolita nel 1866. Non deve essere confusa con l'attuale Contea di Dawson.
- Contea di Encinal formata nel 1856. Abolita nel 1899 per annessione alla Contea di Webb.
- Contea di Foley formata nel 1887 dalla Contea di Presidio. Annessa nel 1897 alla Contea di Brewster.
- Contea di Greer formata nel 1860. Separata dal Texas nel 1896, oggi il suo territorio è parte dell'Oklahoma.
- Contea di Santa Fe formata nel 1848 a seguito della cessione da parte del Messico delle aree richieste dalla Repubblica del Texas. Abolita con il compromesso del 1850.
- Contea di Wegefarth formata nel 1873, occupava la parte sud-est del Texas Panhandle. Abolita nel 1876.
- Contea di Worth formata nel 1850 dalla Contea di Santa Fe, occupava un'area dell'attuale Nuovo Messico centro-orientale. Abolita con il compromesso del 1850.